# Adventures of Yogi Bear
Adventures of Yogi Bear är ett plattformsspel utvecklat av Cybersoft den 1 oktober 1994 i Nordamerika samt senare i Japan och Europa.  Spelet kallas Yogi Bear i Japan, medan det i Europa heter Yogi Bear's Cartoon Caper till SNES, och Sega Mega Drive-versionen kallas Yogi Bear: Cartoon Capers.

## Handling
Yogi Björn måste stoppa planerna på att göra Jellystoneparken till en plats där kemiska avfall dumpas.

### Fotnoter
1. 1 2 3  ”Adventures of Yogi Bear”. NES Database. 21 mars 1994. Arkiverad från originalet den 23 november 2012. https://web.archive.org/web/20121123004824/http://www.gamefaqs.com/snes/563506-adventures-of-yogi-bear/data. Läst 23 april 2014.
2. ↑  ”Yogi Bear” (på svenska). Super Power (Solna: Atlantic) (8 1995). november-december 1994. Läst 23 april 2014.